# George Siegmann
George Siegmann (n. 8 februarie 1882, New York City, New York, SUA – d. 22 iunie 1928, Hollywood, California, SUA) a fost un regizor și actor american al erei film mut. El figurează că a jucat în peste 100 de filme.
În iunie 1915, Siegmann a fost grav rănit în accidentul unei mașini conduse de actorul și regizorul Tod Browning, care a fost și el grav rănit. Un alt pasager, actorul Elmer Booth, a murit pe loc în accident. Siegmann a suferit patru coaste rupte, o coapsă profund lacerată și răni interne.
În 1927, Siegmann s-a căsătorit cu Maud Darby. Aproximativ un an mai târziu, în 1928, după o lungă boală, a murit de anemie pernicioasă.